# آشیانه‌سازی در نخستی‌ها

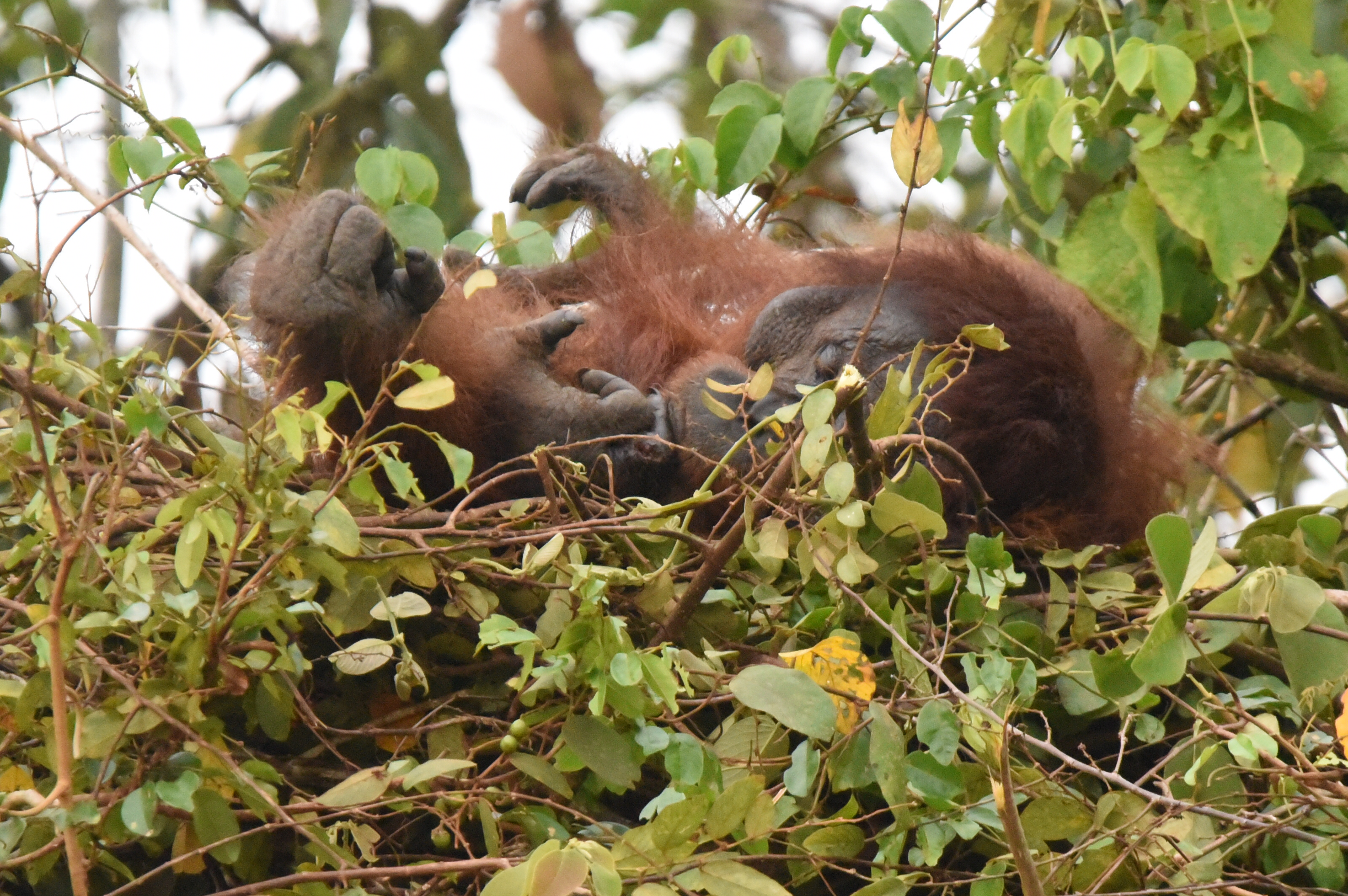
اورانگوتان بورنئویی (Pongo pygmaeus) در آشیانه خود

آشیانه‌سازی در نخستی‌ها به رفتار آشیانه‌سازی توسط خیس‌بینیان (مانند لمورها و چشم‌گردواران) و نیز میمون‌های انسان‌نما (انسان، شامپانزه، گوریل و اورانگوتان) اطلاق می‌شود. خیس‌بینیان آشیانه‌هایی برای خواب و نگهداری خانواده می‌سازند. میمون‌های انسان‌نما برای خواب شبانه، و در برخی گونه‌ها حتی برای خواب روزانه، اقدام به ساخت آشیانه می‌کنند. این رفتار از طریق مشاهدهٔ نوزادان از مادر و دیگر اعضای گروه آموخته می‌شود و برخلاف معماری جانوران، نوعی کاربرد ابزار به‌شمار می‌آید. میمون‌های دنیای قدیم و میمون‌های دنیای جدید آشیانه نمی‌سازند. به‌گمان برخی پژوهشگران، یکی از پیشرفت‌های مهم در توانایی‌های شناختی میمون‌های انسان‌نما ممکن است در آغاز، با رشد رفتار آشیانه‌سازی همراه بوده باشد، و گذار از خوابیدن در آشیانه به خوابیدن روی زمین نیز موجب «تغییرهایی در کیفیت و کمیت» خواب شده باشد. خواب انسان، که احتمالاً مهارت‌های بیداری را از طریق آمادگی تقویت کرده، ممکن است به ارتقای خلاقیت، نوآوری و تثبیت خاطرات رویه‌ای کمک کرده باشد.

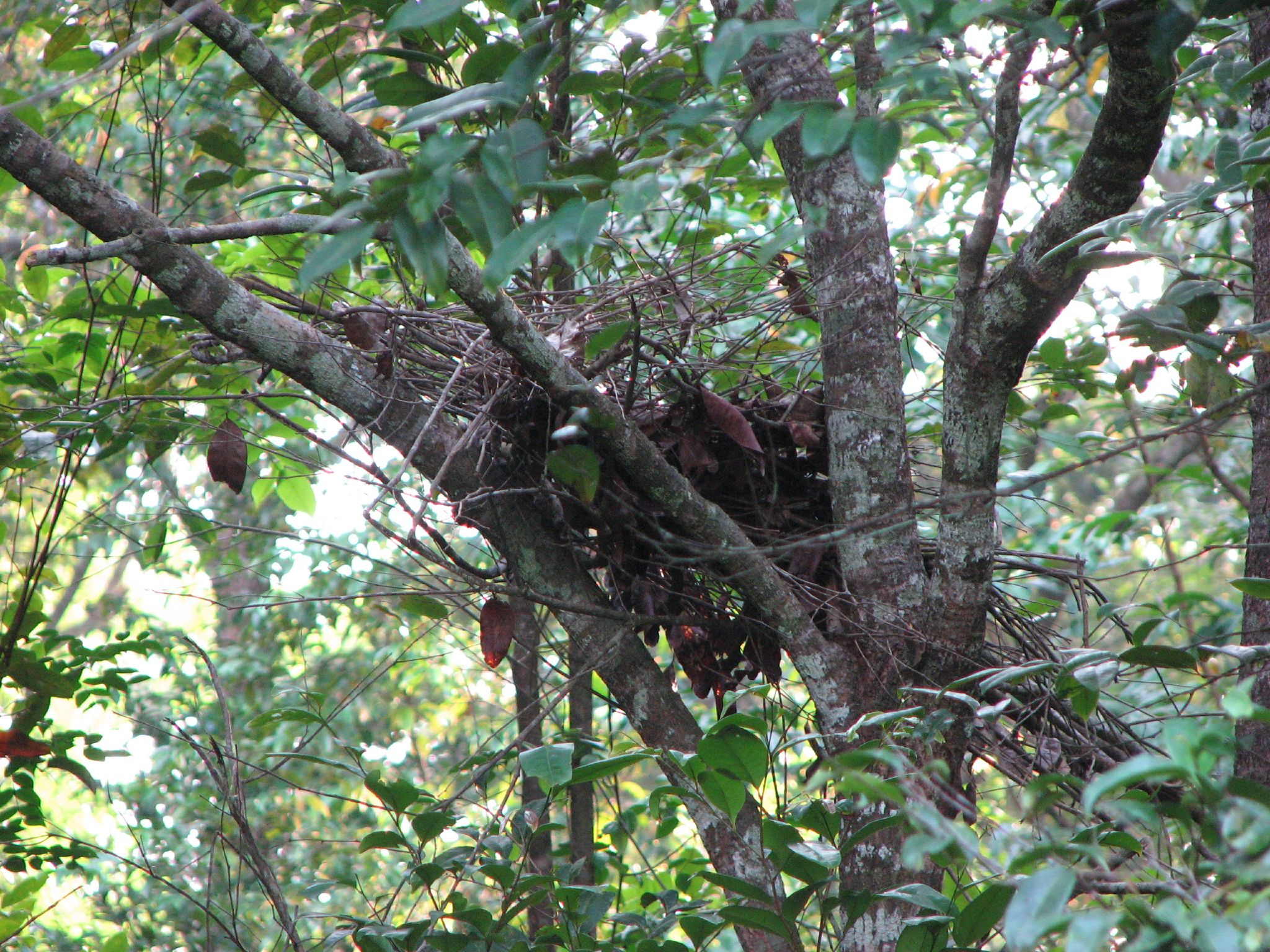
آشیانه شبانه گوریل